# Under hökens vingar
Under hökens vingar, även Under hökens vida vingar, är en lek som leks på en rektangulär yta utomhus, exempelvis en fotbollsplan, eller inomhus i en gymnastiksal. Leken går ut på att en eller flera personer som för ögonblicket är hökar, ska försöka fånga de andra deltagarna medan de springer från den ena kortsidan till den andra.
Leken börjar med att höken, som står i mitten av planen med ryggen mot de övriga deltagarna, utropar: "Under hökens vingar, kom!" De övriga deltagarna frågar då: "Vilken färg?" Höken väljer en färg och svarar exempelvis: "Röd!" Alla deltagare som har något plagg med den valda färgen får fri passage till den andra kortsidan. De deltagare som inte har något plagg med den valda färgen måste springa och försöka undvika att bli fångade. Deltagare som blir fångade blir själva hökar och deltar i att fånga de andra deltagarna, tills endast en vinnare återstår.